# كمار عليا
كمار عليا هي قرية في مقاطعة جلفا، إيران. عدد سكان هذه القرية هو 571 في سنة 2006.